# Homenmen
Homenmen (en arménien Հայ Մարմնամարզական Միութիւն (Հ.Մ.Մ.), « Union arménienne des sports », prononcé [homɛnmɛn]) est une organisation pan-arménienne de la diaspora consacrée au sport et au scoutisme, et fondée en 1921 à Alep (Syrie) ; elle a de nombreuses branches au Moyen-Orient, en Europe, en Amérique et en Australie.